# Política de armas no nucleares de Japón
La política de armas no nucleares de Japón se articula popularmente como los tres principios antinucleares de no poseer, no producir y no introducir armas nucleares, impuestos por Douglas MacArthur durante la ocupación aliada de Japón después de la Segunda Guerra Mundial.

## Historia
Después de la Segunda Guerra Mundial, los bombardeos atómicos en Hiroshima y Nagasaki, y la deconstrucción de su ejército imperial, Japón quedó bajo el «paraguas nuclear» de Estados Unidos con la condición de que no produjeran armas nucleares. Estados Unidos impuso el requisito de que Japón pudiera desarrollar armas nucleares, ya que la tecnología para desarrollar un dispositivo nuclear se hizo conocida en todo el mundo. Esto se formalizó en el Tratado de Seguridad entre Estados Unidos y Japón, corolario del Tratado de San Francisco, que autorizó a Estados Unidos a desplegar fuerzas militares en Japón con el fin de «contribuir al mantenimiento de la paz y la seguridad internacionales en el Lejano Oriente y la seguridad de Japón contra ataques armados desde el exterior». El tratado se implementó por primera vez en 1953 cuando, tras una serie de violaciones del espacio aéreo japonés por los MiG-15 soviéticos, el Ministerio de Relaciones Exteriores japonés solicitó la intervención de Estados Unidos.

## Observaciones
En los últimos años, los políticos japoneses se han mostrado cada vez más abiertos a cuestionar los tres principios no nucleares. En octubre de 1999, el viceministro de defensa, Shingo Nishimura, propuso a la Dieta de Japón —como se dijo en una entrevista previa— que, dada la amenaza de Corea del Norte, se debería iniciar un debate serio sobre la nuclearización de Japón. La protesta pública pronto obligó a Nishimura a dimitir del gabinete.
En mayo de 2002, el subsecretario del gabinete, Shinzō Abe, estuvo de acuerdo con la observación de Nishumura de que el artículo 9 no impide que Japón posea armas nucleares —defensivas— suficientemente pequeñas, incluidos misiles balísticos intercontinentales y bombas atómicas. En junio de ese año, el secretario jefe del gabinete, Yasuo Fukuda, en una conversación no registrada con periodistas, dijo además que «las circunstancias y la opinión pública pueden requerir que Japón tenga armas nucleares». Aunque son muy hipotéticos, ambos comentarios provocaron indignación pública y una series de protestas en Hiroshima tras los comentarios de Fukuda. Poco después, Fukuda cambió su declaración, estipulando que Japón no podía poseer misiles balísticos intercontinentales en virtud del artículo 9. En este caso, Fukuda no se vio obligado a dimitir de su cargo. El primer ministro, Jun'ichirō Koizumi, describió su declaración como «sólo una observación de que se pueden revisar todas las políticas básicas de un país» y destacó que su gobierno no tiene la intención de revisar los principios. Koizumi continuó reafirmando los principios en cada uno de sus discursos para las Ceremonias Conmemorativas de Paz de Hiroshima y Nagasaki.
Japón ha decidido no firmar el tratado de la ONU sobre la prohibición de armas nucleares.